# Hoa hậu Trái đất Argentina
Hoa hậu Trái đất Argentina (Bendice La Corona Tierra) là cuộc thi sắc đẹp cấp quốc gia chọn đại diện của Argentina tham dự cuộc thi Hoa hậu Trái đất.

## Lịch sử
Danh hiệu Hoa hậu Trái đất Argentina được đưa ra vào năm 2001 với Daniela Stucan là người giành danh hiệu đầu tiên đại diện cho Argentina trong cuộc thi quốc tế và giành được danh hiệu phụ, Hoa hậu Lửa (Á hậu 3) trong cuộc thi Hoa hậu Trái đất 2001. Năm 2006, cuộc thi được tổ chức bởi Glamour Argentino. Từ năm 2007-2010, nhượng quyền thương mại thuộc ban tổ chức của Belleza Argentina / N-Entertainment dưới sự chỉ đạo của Nadia Cerri (Hoa hậu Quốc tế Argentina 1997). Năm 2012, nhượng quyền thương mại đã được trao cho Gary Colos của Miss Argentina La Nueva Era khi N-Entertainment không cử đại biểu tham dự Hoa hậu Trái đất năm 2010 và 2011.

## Đại diện tại Hoa hậu Trái Đất
Màu sắc chính
- Được tuyên bố là người chiến thắng
- Kết thúc với vị trí á quân
- Kết thúc với tư cách là một trong những người vào chung kết hoặc bán kết

| Năm  | Hoa hậu Trái đất Argentina | Vị trí                | Giải thưởng đặc biệt                                                                               |
| ---- | -------------------------- | --------------------- | -------------------------------------------------------------------------------------------------- |
| 2001 | Daniela Stucan             | Hoa hậu Lửa (Á hậu 3) | Hoa hậu ăn ảnh                                                                                     |
| 2002 | Mercedes Apuzzo            |                       | |
| 2003 | Marisol Pipastrelli        |                       | |
| 2004 | Daniela Puig               |                       | |
| 2005 | Eliana Ocolotobiche        |                       | |
| 2006 | Andrea Carolina Garcia     |                       | |
| 2007 | María Antonella Tognolla   |                       | |
| 2008 | Camila Solórzano           |                       | |
| 2009 | Gisela Menossi             |                       | |
| 2010 | Isolina Boero              | Đã không cạnh tranh   | |
| 2012 | Tatiana Maria Bischof      |                       | Miss My Phone · Miss Earth Royal Northwoods · Áo tắm (Nhóm 3) · I Love My Planet School Campaign · |
| 2014 | Carolina Yanuzzi           | Đã không cạnh tranh   | |
| 2015 | Julieta Fernandez          |                       | |
| 2016 | Lara Bochle                |                       | |
| 2017 | Fiorela Hengemuhler        |                       | |
| 2018 | Dolores Cardoso            |                       | Top 10 Người đẹp Hình thể và Hình thể Vòng sơ khảo                                                 |
| 2019 | Florencia Barreto Fessler  |                       | |
| 2020 | Estrella Danieri           |                       | |
| 2021 | Flora Veloso               |                       | Cuộc thi trang phục đi biển                                                                        |
| 2022 | Sofia Martinoli            | TBA                   | TBA                                                                                                |